# Keléd
Keléd là một thị trấn thuộc hạt Vas, Hungary. Thị trấn này có diện tích 8,72 km², dân số năm 2010 là 71 người, mật độ 8 người/km².